# Baja
Baja este un oraș în partea de sud a Ungariei, în județul Bács-Kiskun, pe malul stâng al Dunării. 

## Obiective turistice
- Muzeul István Türr
- Galeria István Nagy

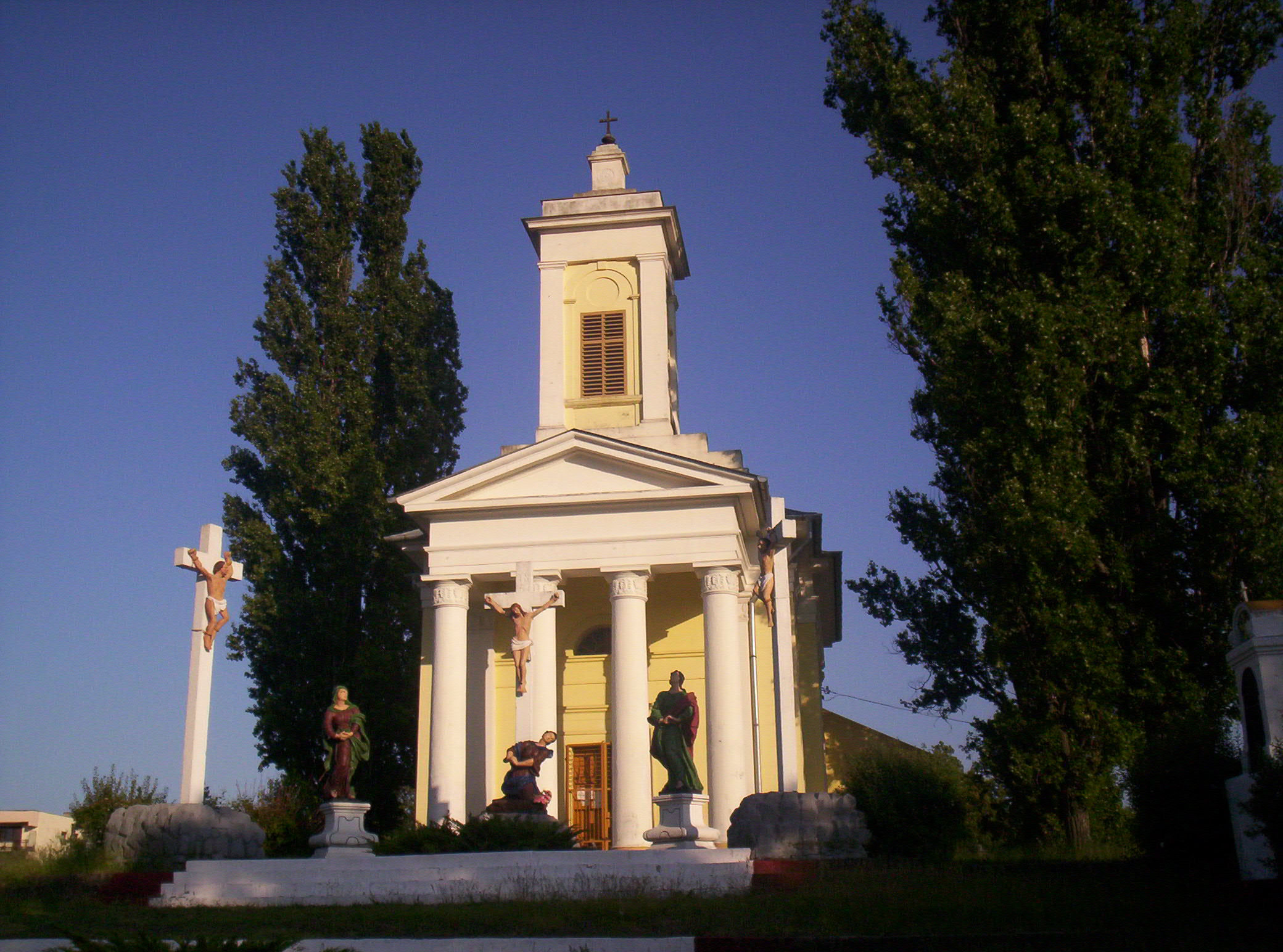
Capela Calvaria (Kálvária Kápolna)

- Capela Calvaria (Kálvária Kápolna)
- Primăria în stil Neorenaissance (fostul Castel Grassalkovich)
- Piața Szentháromság cu râul Sugovica
- Statuia Szentháromság Arhivat în 21 octombrie 2007, la Wayback Machine.
- Bunyevác Tájház
- Galeria Éber Emlékház
- Curia Vojnits

## Relații externe
- Târgu Mureș
- Waiblingen
- Argentan
- Thisted
- Labin

## Personalități

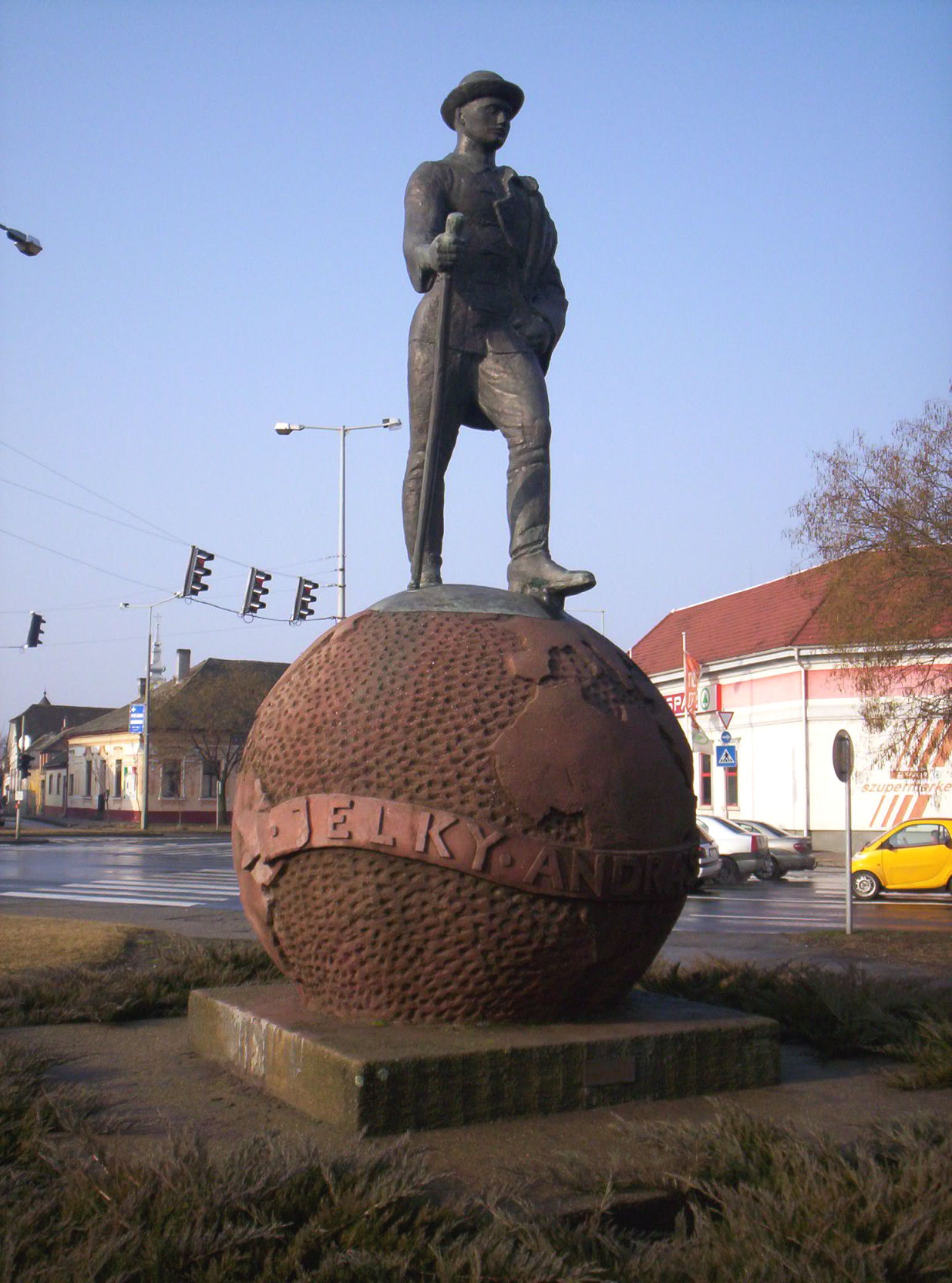
Baja - Statuia lui Jelky András

- Bayer József (1851-1919) – membru al MTA
- Beck Károly (1818-1879 -  scriitor
- Dávid Ibolya (1954–) – politiciană, președintele partidului MDF (Magyar Demokrata Fórum)
- Ernst Jenő (1895-1981) – doctor, biofizician, membru al MTA
- Jánossy Dénes (1891-1966) – membru al MTA
- Jelky András (1730-1783) – globetrotter
- Lukin László (1926-2004) - profesor, muzician
- Mészáros Lázár (1796-1858) – general, membru al MTA
- Miskolczy Dezső (1894-1978) – doctor, membru al MTA
- Sándor Emma (1863-1958) – muziciană, soția lui Kodály Zoltán
- Telcs Ede (1872-1948) - scluptor
- Tóth Kálmán (1831-1881) – scriitor, membru al MTA
- Jelasic Radovan (1968-) - președintele Szerb Nemzeti Bank (NBS)

## Demografie
Componența etnică a orașului Baja
     Maghiari (89,93%)
     Germani (4,66%)
     Croați (2,27%)
     Romi (1,25%)
     Necunoscut (0,81%)
     Alții (1,08%)
Componența confesională a orașului Baja
     Romano-catolici (48,72%)
     Fără religie (15,03%)
     Reformați (3,31%)
     Atei (1,25%)
     Necunoscută (30,83%)
     Alte religii (3,58%)
Conform recensământului din 2011, orașul Baja avea 35.688 de locuitori. Din punct de vedere etnic, majoritatea locuitorilor (89,93%) erau maghiari, existând și minorități de germani (4,66%), croați (2,27%) și romi (1,25%). Apartenența etnică nu este cunoscută în cazul a 0,81% din locuitori. Nu există o religie majoritară, locuitorii fiind romano-catolici (48,72%), persoane fără religie (15,03%), reformați (3,31%) și atei (1,25%). Pentru 30,83% din locuitori nu este cunoscută apartenența confesională.